# Charistena
Charistena is een geslacht van kevers uit de familie bladkevers (Chrysomelidae).
De wetenschappelijke naam van het geslacht werd in 1864 gepubliceerd door Joseph Sugar Baly.

## Soorten
- Charistena bergi (Duvivier, 1890)
- Charistena brasiliensis Pic, 1927
- Charistena brevelineata Pic, 1927
- Charistena brevenotata Pic, 1927
- Charistena minima Pic, 1934
- Charistena ruficollis (Fabricius, 1801)